# Strinatia
Strinatia is een geslacht van rechtvleugeligen uit de familie krekels (Gryllidae). De wetenschappelijke naam van dit geslacht is voor het eerst geldig gepubliceerd in 1970 door Lucien Chopard.

## Soorten
Het geslacht Strinatia omvat de volgende soorten:
- Strinatia brevipennis Chopard, 1970
- Strinatia teresopolis Mesa, 1999